# آساهی، یاماگاتا (نیشی مورایاما)
آساهی، یاماگاتا (نیشی مورایاما) (به لاتین: Asahi, Yamagata (Nishimurayama)) یک منطقهٔ مسکونی در ژاپن است که در Nishimurayama District واقع شده‌است. آساهی ۱۹۶٫۷۳ کیلومتر مربع مساحت و ۷٬۳۹۷ نفر جمعیت دارد.